# The End of an American Dream
A The End of an American Dream Lee "Scratch" Perry 2007-es reggae/dub albuma.

## Számok
1. Disarm (4:54)
2. Are You Ready? (0:22)
3. End of an American Dream (5:43)
4. One God Rain (5:01)
5. So Be It (0:11)
6. I Will Be There (4:40)
7. I Am the God of Fire (5:00)
8. Lord's Prayer (0:28)
9. I Am the New Yorker (5:15)
10. Teddy Bear (6:50)
11. Hallo Jamaica (5:34)
12. Shazam (5:06)
13. Memories (5:33)
14. Uooba Skooba (4:48)
15. Cats Bats Rats (0:12)
16. Disco Cats (4:49)

## Zenészek
- Lee "Scratch" Perry
- Steve Marshall